# Памятные монеты Грузии
Памятные и юбилейные монеты выпускаются Национальным банком Грузии из драгоценных (золото — номиналами 10, 20, 25, 50, 100, 300, 500 и 1000 лари, и серебро — номиналами 1, 2, 3, 5, 10 и 20 лари) и недрагоценных металлов (нейзильбер — номиналом 2 и 3 лари, мельхиор — номиналом 10 лари и биметаллические номиналом 10 лари). Первая монета, посвящённая 50-летию победы во Второй мировой войне была выпущена в 1995 году.
В связи с отсутствием в стране собственного монетного двора, все монеты чеканятся за рубежом: на монетных дворах Австрии, Великобритании, Испании, Литвы, Нидерландов, Польши, Финляндии, Франции и Японии.

## Статистика
По состоянию на июль 2021 года было выпущено 32 разновидность памятных монет, в том числе 4 из медно-никелевых сплавов, 2 биметаллических, 17 из серебра 925 пробы, 2 из золота 900 пробы, 1 из золота 920 пробы и 6 из золота 999 пробы.
| Сводная таблица выпуска монет по годам и материалу | Сводная таблица выпуска монет по годам и материалу | Сводная таблица выпуска монет по годам и материалу | Сводная таблица выпуска монет по годам и материалу | Сводная таблица выпуска монет по годам и материалу | Сводная таблица выпуска монет по годам и материалу | Сводная таблица выпуска монет по годам и материалу | Сводная таблица выпуска монет по годам и материалу | Сводная таблица выпуска монет по годам и материалу | Сводная таблица выпуска монет по годам и материалу | Сводная таблица выпуска монет по годам и материалу | Сводная таблица выпуска монет по годам и материалу | Сводная таблица выпуска монет по годам и материалу |
|                                                    | 1995                                               | 2000                                               | 2004                                               | 2006                                               | 2008                                               | 2009                                               | 2015                                               | 2017                                               | 2018                                               | 2019                                               | 2021                                               | Всего                                              |
| -------------------------------------------------- | -------------------------------------------------- | -------------------------------------------------- | -------------------------------------------------- | -------------------------------------------------- | -------------------------------------------------- | -------------------------------------------------- | -------------------------------------------------- | -------------------------------------------------- | -------------------------------------------------- | -------------------------------------------------- | -------------------------------------------------- | -------------------------------------------------- |
| Мельхиор                                           |                                                    | 2                                                  |                                                    |                                                    |                                                    |                                                    |                                                    |                                                    |                                                    |                                                    |                                                    | 2                                                  |
| Нейзильбер                                         |                                                    |                                                    |                                                    | 2                                                  |                                                    |                                                    |                                                    |                                                    |                                                    |                                                    |                                                    | 2                                                  |
| Биметалл                                           |                                                    | 2                                                  |                                                    |                                                    |                                                    |                                                    |                                                    |                                                    |                                                    |                                                    |                                                    | 2                                                  |
| Серебро-925                                        |                                                    | 2                                                  | 1                                                  | 2                                                  | 1                                                  | 1                                                  | 2                                                  | 1                                                  | 3                                                  | 3                                                  | 1                                                  | 17                                                 |
| Золото-900                                         |                                                    |                                                    |                                                    |                                                    | 1                                                  |                                                    |                                                    |                                                    |                                                    |                                                    | 1                                                  | 2                                                  |
| Золото-920                                         | 1                                                  |                                                    |                                                    |                                                    |                                                    |                                                    |                                                    |                                                    |                                                    |                                                    |                                                    | 1                                                  |
| Золото-999                                         |                                                    |                                                    |                                                    | 6                                                  |                                                    |                                                    |                                                    |                                                    |                                                    |                                                    |                                                    | 6                                                  |
| Всего                                              | 1                                                  | 6                                                  | 1                                                  | 10                                                 | 2                                                  | 1                                                  | 2                                                  | 1                                                  | 3                                                  | 4                                                  | 1                                                  | 32                                                 |

## Монеты из недрагоценных металлов

### Монеты из мельхиора
Монеты номиналом 10 лари отчеканены на Королевском монетном дворе Великобритании из мельхиора в качестве proof, имеют диаметр 38,61 мм и массу 28,28 г. Тираж каждой — 2000 шт.
Гурт рубчатый с надписью на англ. Georgia ★ Ten Lari ★.
| 2000 | | 2000-летие рождества Христова |
| 2000 | Аверс: по центру — стилизованное изображение номинала, по краю — название банка-эмитента на груз. საქართველოს ეროვნული ბანკი и год выпуска. Реверс: по центру — геральдический щит с крестами и Ризой Господней, по краю — надпись на груз. ქრისტეშობიდან 2000 წელი — «2000 лет от рождества Христова». |                               |
| 2000 | | 3000 лет государственности    |
| 2000 | Аверс: по центру — номинал, по краю — название банка-эмитента на груз. საქართველოს ეროვნული ბანკი и год выпуска. Реверс: по центру — фрагмент барельефа из храма Светицховели, по краю — надпись на груз. საქართველოს სახელმწიფოებრიობის 3000 წელი — «3000 лет государственности Грузии».               |                               |

### Монеты из нейзильбера
Монеты отчеканены на Польском монетном дворе в качестве bUNC.
| 2006 | | 25 лет победы Динамо Тбилиси в Кубке Кубков |
| 2006 | Аверс: Кубок Кубков УЕФА, название государства и номинал на грузинском и английском языках, надпись на груз. 1981 წელი и год выпуска. Реверс: футболисты с мячом, надписи на груз. დინამო თბილისი ევროპის თასების მფლობელთა თასის მფლობელი 25 წელი и англ. DINAMO TBILISI UEFA CUP WINNERS' CUP WINNER 25 YEARS. Гурт гладкий с названиями банка-эмитента на грузинском и английском, разделёнными 7-конечными звёздами. Номинал: 2 лари. Масса: 12,8 г. Диаметр: 31 мм. Тираж: 10 000 шт. |                                             |
| 2006 | | Нефтепровод Баку — Тбилиси — Джейхан        |
| 2006 | Аверс: карта с изображением трубопровода, его название на груз. ბაქო-თბილისი-ჯეიჰანის и англ. BAKU-TBILISI-CEYHAN и номинал. Реверс: по центру — нефтяные вышки, аббревиатура от названия трубопровода — BTC и год выпуска, по краю — название банка-эмитента на грузинском и английском языках. Гурт гладкий с двумя надписями «საქართველო ★ Georgia ★», одна из которых перевёрнута. Номинал: 3 лари. Масса: 12,8 г. Диаметр: 31 мм. Тираж: 3000 шт.                                     |                                             |

### Биметаллические монеты
Монеты номиналом 10 лари отчеканены на Королевском монетном дворе Великобритании из мельхиора (центр) и нейзильбера (кольцо) в качестве bUNC, имеют диаметр 26 мм и массу 10,6 г. Тираж каждой — 25 000 шт.
Гурт рубчатый с надписью на англ. Georgia ★ Ten Lari ★.
| 2000 | | 2000-летие рождества Христова |
| 2000 | Аверс: стилизованное изображение номинала, название банка-эмитента и год выпуска. Реверс: геральдический щит с крестами и Ризой Господней, надпись на груз. ქრისტეშობიდან 2000 წელი. |                               |
| 2000 | | 3000 лет государственности    |
| 2000 | Аверс: номинал, название банка-эмитента и год выпуска. Реверс: фрагмент барельефа из храма Светицховели, надпись на груз. საქართველოს სახელმწიფოებრიობის 3000 წელი.                  |                               |

## Монеты из серебра
Все монеты отчеканены из серебра 925 пробы в качестве proof.
| 2000 | | 2000-летие рождества Христова                                |
| 2000 | Аверс: по центру — стилизованное изображение номинала, по краю — название банка-эмитента на груз. საქართველოს ეროვნული ბანკი и год выпуска. Реверс: по центру — геральдический щит с крестами и Ризой Господней, по краю — надпись на груз. ქრისტეშობიდან 2000 წელი — «2000 лет от рождества Христова». Гурт рубчатый с надписью на англ. Georgia ★ Ten Lari ★. Отчеканена на Королевском монетном дворе Великобритании. Номинал: 10 лари. Масса: 15,98 г. Диаметр: 28,4 мм. Тираж: 1000 шт.                                        |                                                              |
| 2000 | | 3000 лет государственности                                   |
| 2000 | Аверс: по центру — номинал, по краю — название банка-эмитента на груз. საქართველოს ეროვნული ბანკი и год выпуска. Реверс: по центру — фрагмент барельефа из храма Светицховели, по краю — надпись на груз. საქართველოს სახელმწიფოებრიობის 3000 წელი — «3000 лет государственности Грузии». Гурт рубчатый с надписью на англ. Georgia ★ Ten Lari ★. Отчеканена на Королевском монетном дворе Великобритании. Номинал: 10 лари. Масса: 15,98 г. Диаметр: 28,4 мм. Тираж: 1000 шт.                                                      |                                                              |
| 2004 | | Чемпионат мира по футболу 2006                               |
| 2004 | Аверс: карта Грузии с нанесёнными на неё элементами национального флага, год выпуска, название государства и номинал на грузинском и английском языках. Реверс: стилизованное изображение Кубка мира ФИФА и двух футболистов с мячом, сверху — название события на англ. 2006 FIFA WORLD CUP GERMANY. Гурт гладкий с названиями банка-эмитента на грузинском и английском, разделёнными 7-конечными звёздами. Отчеканена на Польском монетном дворе. Номинал: 1 лари. Масса: 28,28 г. Диаметр: 38,61 мм. Тираж: 50 000 шт.          |                                                              |
| 2006 | | 25 лет победы Динамо Тбилиси в Кубке Кубков                  |
| 2006 | Аверс: Кубок Кубков УЕФА, название государства и номинал на грузинском и английском языках, надпись на груз. 1981 წელი и год выпуска. Реверс: футболисты с мячом, надписи на груз. დინამო თბილისი ევროპის თასების მფლობელთა თასის მფლობელი 25 წელი и англ. DINAMO TBILISI UEFA CUP WINNERS' CUP WINNER 25 YEARS. Гурт гладкий с названиями банка-эмитента на грузинском и английском, разделёнными 7-конечными звёздами. Отчеканена на Польском монетном дворе. Номинал: 2 лари. Масса: 28,28 г. Диаметр: 38,61 мм. Тираж: 6000 шт. |                                                              |
| 2006 | | Нефтепровод Баку — Тбилиси — Джейхан                         |
| 2006 | Аверс: карта с изображением трубопровода, его название на груз. ბაქო-თბილისი-ჯეიჰანის и англ. BAKU-TBILISI-CEYHAN и номинал. Реверс: по центру — нефтяные вышки, аббревиатура от названия трубопровода — BTC и год выпуска, по краю — название банка- эмитента на грузинском и английском языках. Гурт гладкий с двумя надписями «საქართველო ★ Georgia ★», одна из которых перевёрнута. Отчеканена на Польском монетном дворе. Номинал: 3 лари. Масса: 28,28 г. Диаметр: 38,61 мм. Тираж: 5000 шт.                                  |                                                              |
| 2008 | | XXIX летние Олимпийские игры в Пекине                        |
| 2008 | Аверс: два античных бегуна на фоне стилизованного изображения пламени олимпийского огня, эмблема НОК Грузии, номинал, герб и название государства, олимпийский девиз. Реверс: стилизованное изображение олимпийского огня, фрагмент Пекинского национального стадиона, надпись на груз. პეკინი — «Пекин» и год выпуска монеты. Гурт: [уточнить]. Отчеканена на Королевском монетном дворе Нидерландов. Номинал: 20 лари. Масса: 28,28 г. Диаметр: 38,61 мм. Тираж: 1500 шт.                                                         |                                                              |
| 2009 | | Церковь св. Георгия в Илори                                  |
| 2009 | Аверс: изображение и век постройки церкви, номинал, герб государства и надпись на груз. ილორი — «Илори». Реверс: фрагмент зарисовок Кристофоро де Кастелли, название государства и год выпуска. Гурт гладкий с названиями банка-эмитента на грузинском и английском, разделёнными 7-конечными звёздами. Отчеканена на Финском монетном дворе. Номинал: 10 лари. Масса: 28,28 г. Диаметр: 38,61 мм. Тираж: 3000 шт. |                                                              |
| 2015 | | Европейский юношеский Олимпийский фестиваль — «Тбилиси 2015» |
| 2015 | Аверс: карта Европы, эмблема НОК Грузии, номинал, надпись на груз. საქართველოს ეროვნული ბანკი — «Национальный банк Грузии». Реверс: эмблема фестиваля, символические фигуры спортсменов, название события на англ. EUROPEAN YOUTH OLYMPIC FESTIVAL TBILISI 2015 и груз. ევროპის XIII ახალგაზრდული ოლიმპიური ფესტივალი — «XIII Европейский юношеский Олимпийский фестиваль». Гурт гладкий. Отчеканена на Польском монетном дворе. Номинал: 10 лари. Масса: 15,50 г. Диаметр: 33,00 мм. Тираж: 3000 шт.                               |                                                              |
| 2015 | | 20-летие лари                                                |
| 2015 | Аверс: здание кэш-центра, надпись на англ. «National Bank of Georgia» — «Национальный банк Грузии», номинал. Реверс: стилизованное изображение Солнца, знак лари, надпись на груз. «საქართველოს ეროვნული ბანკი» — «Национальный банк Грузии», даты «1995—2015». Гурт гладкий. Отчеканена на Польском монетном дворе. Номинал: 20 лари. Масса: 28,28 г. Диаметр: 38,61 мм. Тираж: 1500 шт. |                                                              |
| 2017 | | Грузинское вино                                              |
| 2017 | Аверс: схематическое изображение наполненного красным вином золотого кувшина, виноградная лоза, надписи на грузинском и французском языках: «საქართველო • 2017 • GEORGIE • 5 ლარი». Реверс: стилизованное изображение Музея вина в Бордо, номинал (5 ), надпись на фр. «LA GÉORGIE – PREMIER INVITÉ • L'EXPOSITION "VIGNOBLE INVITÉ" DE LA CITÉ DU VIN DE BORDEAUX». Гурт гладкий. Отчеканена на Японском монетном дворе. Номинал: 5 лари. Масса: 15,50 г. Диаметр: 33,00 мм. Тираж: 1500 шт.                                       |                                                              |
| 2018 | | 100-летие Тбилисского государственного университета          |
| 2018 | Аверс: эмблема Тбилисского государственного университета, пять стилизованных звёзд, луна и солнце (которые появились в начале 20-го века на грузинском государственном гербе), номинал на груз. «ხუთი ლარი». Реверс: фасад Тбилисского государственного университета, название государства на груз. «საქართველო» и англ. «GEORGIA», юбилейные даты — «1918» и «2018», номинал (5 ). Гурт гладкий. Отчеканена на Королевском монетном дворе Испании. Номинал: 5 лари. Масса: 15,50 г. Диаметр: 33,00 мм. Тираж: 1500 шт.             |                                                              |
| 2018 | | 100-летие Демократической Республики Грузия                  |
| 2018 | Гурт гладкий. Отчеканена на Королевском монетном дворе Испании. Номинал: 10 лари. Масса: 15,50 г. Диаметр: 33,00 мм. Тираж: 1500 шт. |                                                              |
| 2018 | | Грузинская книга                                             |
| 2018 | Гурт гладкий. Отчеканена на Литовском монетном дворе. Номинал: 5 лари. Масса: 15,50 г. Диаметр: 33,00 мм. Тираж: 1500 шт. |                                                              |

## Монеты из золота
Все монеты отчеканены в качестве proof.

### Памятные монеты
| 1995 | | 50 лет победы во Второй мировой войне |
| 1995 | Аверс: Борджгали, год выпуска, номинал и название государства на грузинском и английском языках. Реверс: портреты И. Сталина, Ф. Рузвельта, У. Черчилля и Ш. де Голля и их фамилии на французском языке, дата «1945». Гурт гладкий с номером. Отчеканена на Парижском монетном дворе. Номинал: 500 лари. Материал: золото-920. Масса: 17 г. Диаметр: 31 мм. Тираж: 2000 шт. |                                       |
| 2008 | | XXIX летние Олимпийские игры в Пекине |
| 2008 | Аверс: два античных бегуна на фоне стилизованного изображения пламени олимпийского огня, эмблема НОК Грузии, номинал, герб и название государства, олимпийский девиз. Реверс: стилизованное изображение олимпийского огня, фрагмент Пекинского национального стадиона, надпись на груз. პეკინი — «Пекин» и год выпуска монеты. Гурт: [уточнить]. Отчеканена на Королевском монетном дворе Нидерландов. Номинал: 20 лари. Материал: золото-900. Масса: 8,5 г. Диаметр: 25 мм. Тираж: 1000 шт. |                                       |

### Инвестиционные монеты
Инвестиционные монеты серии «Золотое руно» отчеканены на Австрийском монетном дворе из золота 999 пробы.
Аверс: судно аргонавтов на фоне карты с изображением маршрута путешествия, стилизованное изображение золотого руна, название государства на грузинском и английском языке, номинал и год выпуска монеты.
Реверс: стилизованное изображение золотого руна, надпись «Золотое руно» на груз. ოქროს საწმისის и англ. GOLDEN FLEECE, масса и проба металла.
Гурт рубчатый.
| 2006 |  | Номинал: 10 лари Диаметр: 16 мм Масса: 3,1 г (1/10 oz) |  | 2006 |                                                        | Номинал: 100 лари Диаметр: 37 мм Масса: 31,1 г (1 oz) |
| 2006 |  | Номинал: 25 лари Диаметр: 22 мм Масса: 7,78 г (1/4 oz) |  | 2006 | Номинал: 300 лари Диаметр: 50 мм Масса: 155,5 г (3 oz) |                                                       |
| 2006 |  | Номинал: 50 лари Диаметр: 28 мм Масса: 15,5 г (1/2 oz) |  | 2006 | Номинал: 1000 лари Диаметр: 60 мм Масса: 311 г (10 oz) |                                                       |